# Aminiasi Tuimaba
Aminiasi Tuimaba (26 maart 1995) is een Fijisch rugbyspeler.

## Carrière
Tuimaba won met de ploeg van Fiji tijdens de Olympische Zomerspelen van Tokio de gouden medaille. Tuimaba scoorde drie try’s.

## Erelijst

### Met Fiji
- Olympische Zomerspelen:  2021